# Matthias van den Gheyn
Mathias van den Gheyn [van den Ghein, Gein, Gheine] est un compositeur, organiste, claveciniste et carillonneur des Pays-Bas du sud, né à Tirlemont (duché de Brabant) le 7 avril 1721 et décédé à Louvain le 22 juin 1785. Il appartenait à une ancienne famille de fondeurs de cloches.

## Biographie
Matthias van den Gheyn est le fils d'André-François van den Gheyn, né à Saint-Trond et mort à Louvain, et d'Élisabeth Peeters (morte en 1745), fille de Pierre Peeters, qui s'étaient mariés en 1718 à Tirlemont. Il a eu cinq frères et sœurs : Anne-Marguerite (1719), Élisabeth (1723); Marie-Catherine (1725), nées à Tirlement, André-Joseph (1727), Jeanne (1730), nés à Louvain. André-François van den Gheyn a déménagé à Louvain en 1725 avec sa famille. Matthias n'a jamais exercé le métier de fondeur de cloches.
Matthias van den Gheyn s'est marié le 24 février 1745 avec Marie-Catherine Lints (née en 1724). Il a eu 17 enfants de ce mariage : Jeanne-Joséphine (1745), François (1746), Jean-Joseph (1747), Emmanuel-Balthazar (1748), Jeanne-Catherine (1750), Barbe (1751), Josse-Thomas (1752-1821), Jean-François-Mathieu (1755), Jean-Baptiste (1756), Caroline (1757), Liévin (1758), Caroline-Françoise (1760), Henri-Romain (1761), Catherine-Christine (1762), Philippe (1763), Cécile (1765), Pierre-Joseph (1766).
Engagé comme organiste de la collégiale Saint-Pierre de Louvain en 1741 où il a succédé à l'abbé Dieudonné Raick qui y a été organiste depuis 1721. Matthias van den Gheyn y assuma parallèlement le poste de carillonneur à partir de 1745 à la suite de la mort du carillonneur Charles Peeters et après avoir gagné un concours organisé par le Magistrat de la ville, le 1er juillet 1745. Il conserva les deux postes jusqu’à sa mort, le 22 juin 1785. Son fils Josse-Thomas lui a succédé comme organiste de la collégiale Saint-Pierre de Louvain et de carillonneur communal.
Réputé pour sa faculté d’improvisation, van den Gheyn nous a laissé des œuvres pour orgue, pour clavecin et pour carillon, ces dernières étant les plus importantes étant donné la rareté des partitions consacrées à cet instrument au XVIIIe siècle.
Un commentateur du XIXe siècle écrivit qu’à l’époque, aucun carillonneur connu n’avait l’habileté requise pour jouer les œuvres de van den Gheyn, qui font aujourd’hui partie du répertoire courant.

## Œuvres
- Plusieurs fugues
- 6 Divertissements
- Fondements de la basse continue, éd. Louvain, vers 1764
- 6 suites pour clavecin Op. 3, vers 1750